# 万龙山乡
万龙山乡，是中华人民共和国江西省萍乡市芦溪县下辖的一个乡镇级行政单位。

## 行政区划
万龙山乡下辖以下地区：
新龙社区、东坑村、茅店村、牛宕村、桂花村、三勤村、黄江村、龙山村、三星村、长岭村、陇上村、南岭村、槽下村和下村。